# Moreuil
Pour les articles homonymes, voir Moreuil (homonymie).
Cet article possède un paronyme, voir Mareuil.
Moreuil est une commune française située dans le département de la Somme en région Hauts-de-France.

## Géographie

### Localisation
Moreuil est un bourg picard situé au sein de la région naturelle du Santerre et du pays de l'Amiénois.
À vol d'oiseau, la commune est située à 9 km à l'est d'Ailly-sur-Noye, 15 km au nord-ouest de Montdidier, 15 km au sud de Corbie, 19 km au sud-est d'Amiens et à 47 km au nord-est de Beauvais.
Le territoire de la commune est limitrophe de ceux de neuf communes.
Les communes limitrophes sont Thennes, Braches, Hailles, Mailly-Raineval, Mézières-en-Santerre, Morisel, La Neuville-Sire-Bernard, Rouvrel et Villers-aux-Érables.

### Nature du sol et du sous-sol
Le sol de la commune est de formation crétacé, tertiaire et quaternaire. Le sous-sol est partout crayeux. La craie affleure sur les pentes de la vallée. La partie supérieure du plateau domine à l'est de la vallée de l'Avre, couverte de couches argileuses mélangées à du silex vers Villers-aux-Érables. Le sol de la vallée est composé d'alluvions tourbeuses.

### Relief, paysage, végétation
L'altitude inférieure est d'environ 40 mètres vers La Neuville-Sire-Bernard. Vers l'est le territoire atteint 110 mètres au lieu-dit la Corne vers le plateau du Santerre, son point culminant au nord du bois de Moreuil. Les pentes de la vallée sont assez douces, coupées de plusieurs vallons.

### Hydrographie

#### Réseau hydrographique
La commune est située dans le bassin Artois-Picardie. Elle est drainée par l'Avre et divers autres petits cours d'eau.
L'Avre traverse la commune au sud et la limite à l'ouest. D'une longueur de 66 km, il prend sa source dans la commune de Amy, à 81 m d'altitude, et se jette  dans la Somme à Longueau, à 24 m d'altitude, après avoir traversé 31 communes. Les caractéristiques hydrologiques de l'Avre sont données par la station hydrologique située sur la commune. Le débit moyen mensuel est de 2,15 m3/s. Le débit moyen journalier maximum est de 10,1 m3/s, atteint lors de la crue du 11 juillet 2001. Le débit instantané maximal est quant à lui de 10,2 m3/s, atteint le même jour.
Dans les années 1890, un bras détourné de l'Avre, l'Avron traversait le sud de la commune dans sa partie basse. La vallée de l'Avre est marécageuse. La nappe phréatique se trouvait à la fin du XIXe siècle à 25 - 35 mètres au-dessous du niveau du sol.

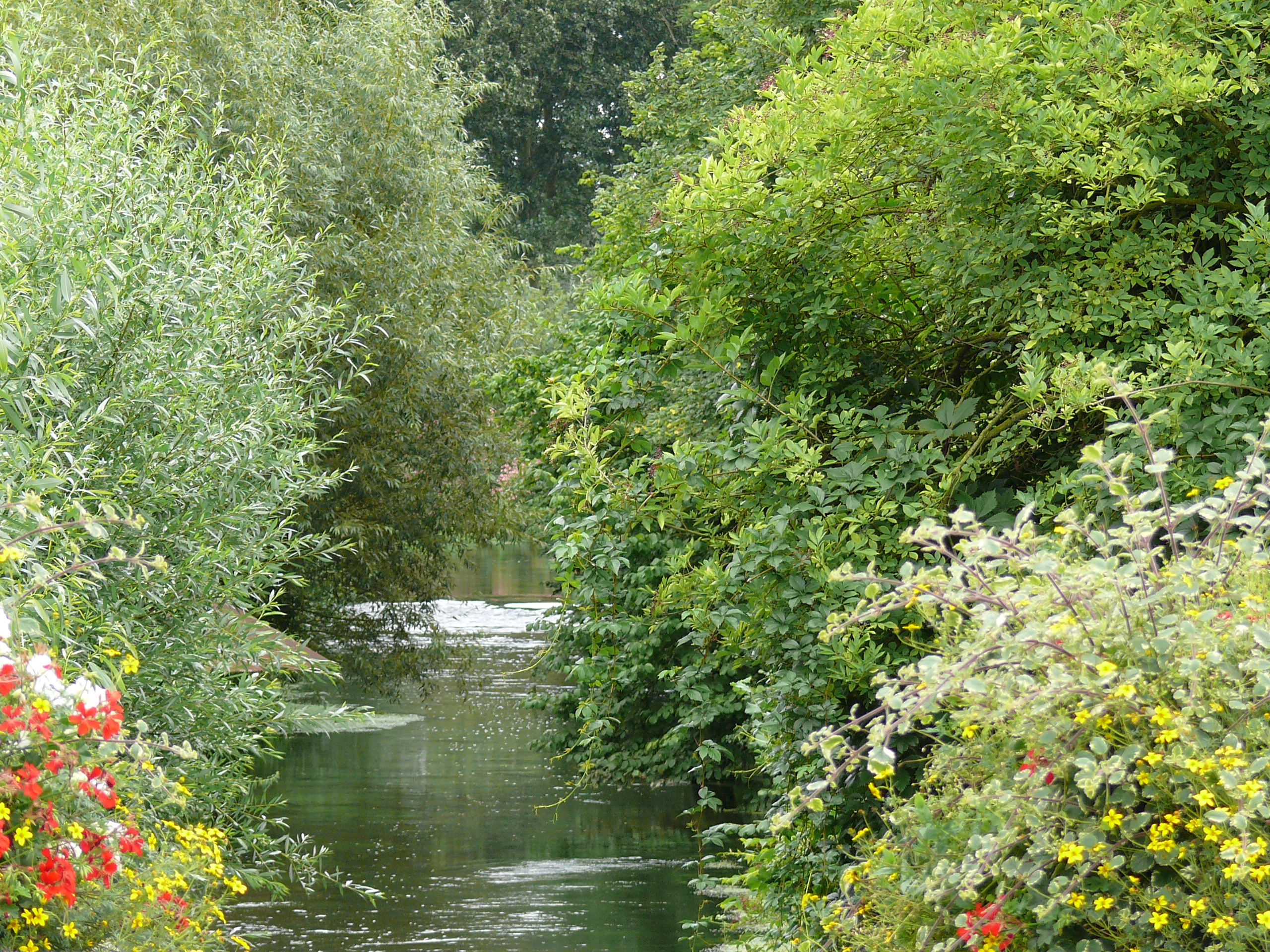
L'Avre au pont de Moreuil, sur la RD 920.
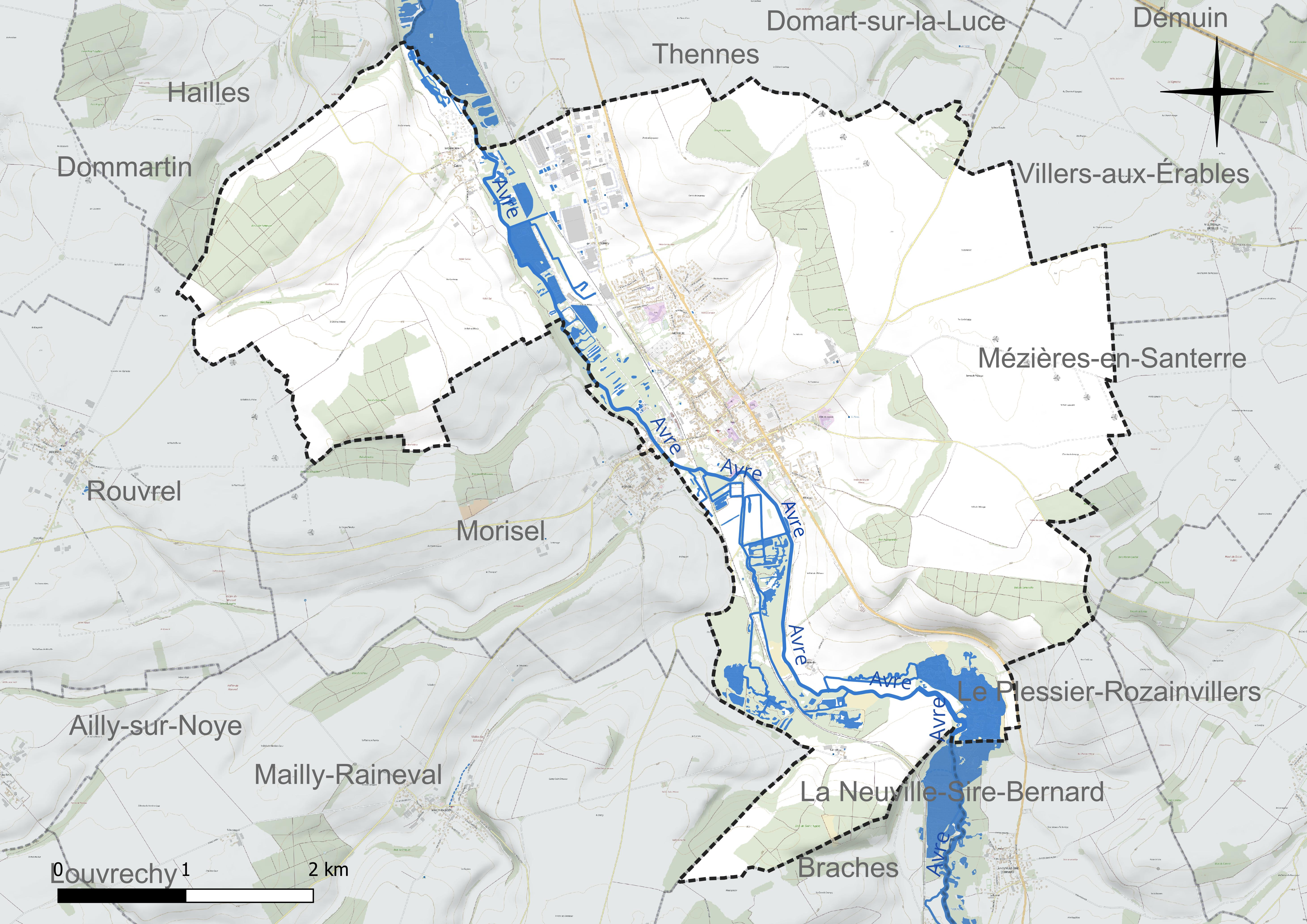
Réseau hydrographique de Moreuil.

#### Gestion et qualité des eaux
Le territoire communal est couvert par le schéma d'aménagement et de gestion des eaux (SAGE) « Somme aval et Cours d'eau côtiers ». Ce document de planification concerne un territoire de 1 835 km2 de superficie, délimité par le bassin versant de la Somme canalisée. Le périmètre a été arrêté le 29 avril 2010 et le SAGE proprement dit a été approuvé le 6 août 2019. La structure porteuse de l'élaboration et de la mise en œuvre est le syndicat mixte d'aménagement hydraulique du bassin versant de la Somme (AMEVA).
La qualité des cours d'eau peut être consultée sur un site dédié géré par les agences de l'eau et l'Agence française pour la biodiversité.

### Climat
Pour des articles plus généraux, voir Climat des Hauts-de-France et Climat de la Somme.
En 2010, le climat de la commune est de type climat océanique dégradé des plaines du Centre et du Nord, selon une étude du CNRS s'appuyant sur une série de données couvrant la période 1971-2000. En 2020, Météo-France publie une typologie des climats de la France métropolitaine dans laquelle la commune est exposée à un climat océanique et est dans la région climatique Nord-est du bassin Parisien, caractérisée par un ensoleillement médiocre, une pluviométrie moyenne régulièrement répartie au cours de l'année et un hiver froid (3 °C).
Pour la période 1971-2000, la température annuelle moyenne est de 10,5 °C, avec une amplitude thermique annuelle de 14,3 °C. Le cumul annuel moyen de précipitations est de 705 mm, avec 11,6 jours de précipitations en janvier et 8,1 jours en juillet. Pour la période 1991-2020, la température moyenne annuelle observée sur la station météorologique la plus proche, située sur la commune de Glisy à 13 km à vol d'oiseau, est de 11,1 °C et le cumul annuel moyen de précipitations est de 646,6 mm,. Pour l'avenir, les paramètres climatiques de la commune estimés pour 2050 selon différents scénarios d'émission de gaz à effet de serre sont consultables sur un site dédié publié par Météo-France en novembre 2022.

### Communes limitrophes
| Hailles            | Thennes | Villers-aux-Érables                                   |
| Morisel et Rouvrel | Moreuil | Mézières-en-Santerre                                  |
| Mailly-Raineval    | Braches | Le Plessier-Rozainvillers et La Neuville-Sire-Bernard |

## Urbanisme

### Typologie
Au 1er janvier 2024, Moreuil est catégorisée bourg rural, selon la nouvelle grille communale de densité à sept niveaux définie par l'Insee en 2022.
Elle appartient à l'unité urbaine de Moreuil, une agglomération intra-départementale regroupant deux  communes, dont elle est ville-centre,,. Par ailleurs la commune fait partie de l'aire d'attraction d'Amiens, dont elle est une commune de la couronne,. Cette aire, qui regroupe 369 communes, est catégorisée dans les aires de 200 000 à moins de 700 000 habitants,.

### Occupation des sols
L'occupation des sols de la commune, telle qu'elle ressort de la base de données européenne d'occupation biophysique des sols Corine Land Cover (CLC), est marquée par l'importance des territoires agricoles (65,9 % en 2018), une proportion sensiblement équivalente à celle de 1990 (66,4 %). La répartition détaillée en 2018 est la suivante : 
terres arables (62,3 %), forêts (18,8 %), zones urbanisées (7,8 %), zones industrielles ou commerciales et réseaux de communication (2,8 %), zones agricoles hétérogènes (1,9 %), zones humides intérieures (1,9 %), eaux continentales (1,7 %), prairies (1,6 %), milieux à végétation arbustive et/ou herbacée (1,1 %). L'évolution de l'occupation des sols de la commune et de ses infrastructures peut être observée sur les différentes représentations cartographiques du territoire : la carte de Cassini (XVIIIe siècle), la carte d'état-major (1820-1866) et les cartes ou photos aériennes de l'IGN pour la période actuelle (1950 à aujourd'hui).

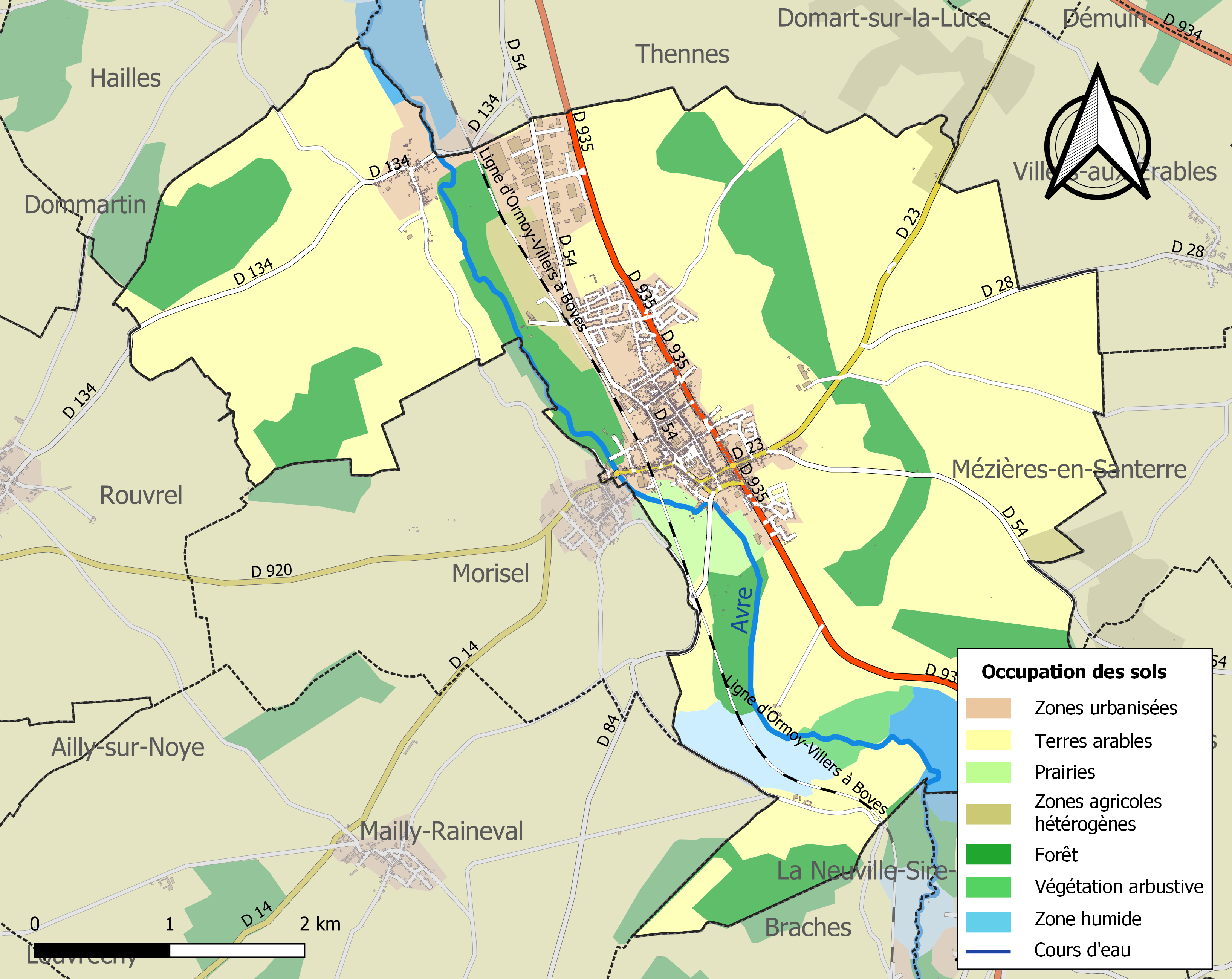
Carte des infrastructures et de l'occupation des sols de la commune en 2018 (CLC).

### Habitat
La ville groupée autour de l'église et de la mairie a été entièrement reconstruite dans l'entre-deux-guerres. Elle forme avec la commune voisine de Morisel, une seule et même agglomération.
De nouveaux lotissements sont venus étoffer le tissu urbain dans les années 1960-1970. Le centre-ville de taille modeste concentre les commerces de proximité tandis qu'une zone d'activité assez vaste s'est construite en contrebas de la route d'Amiens accueillant des moyennes surfaces commerciales et artisanales.

### Voies de communication et transports

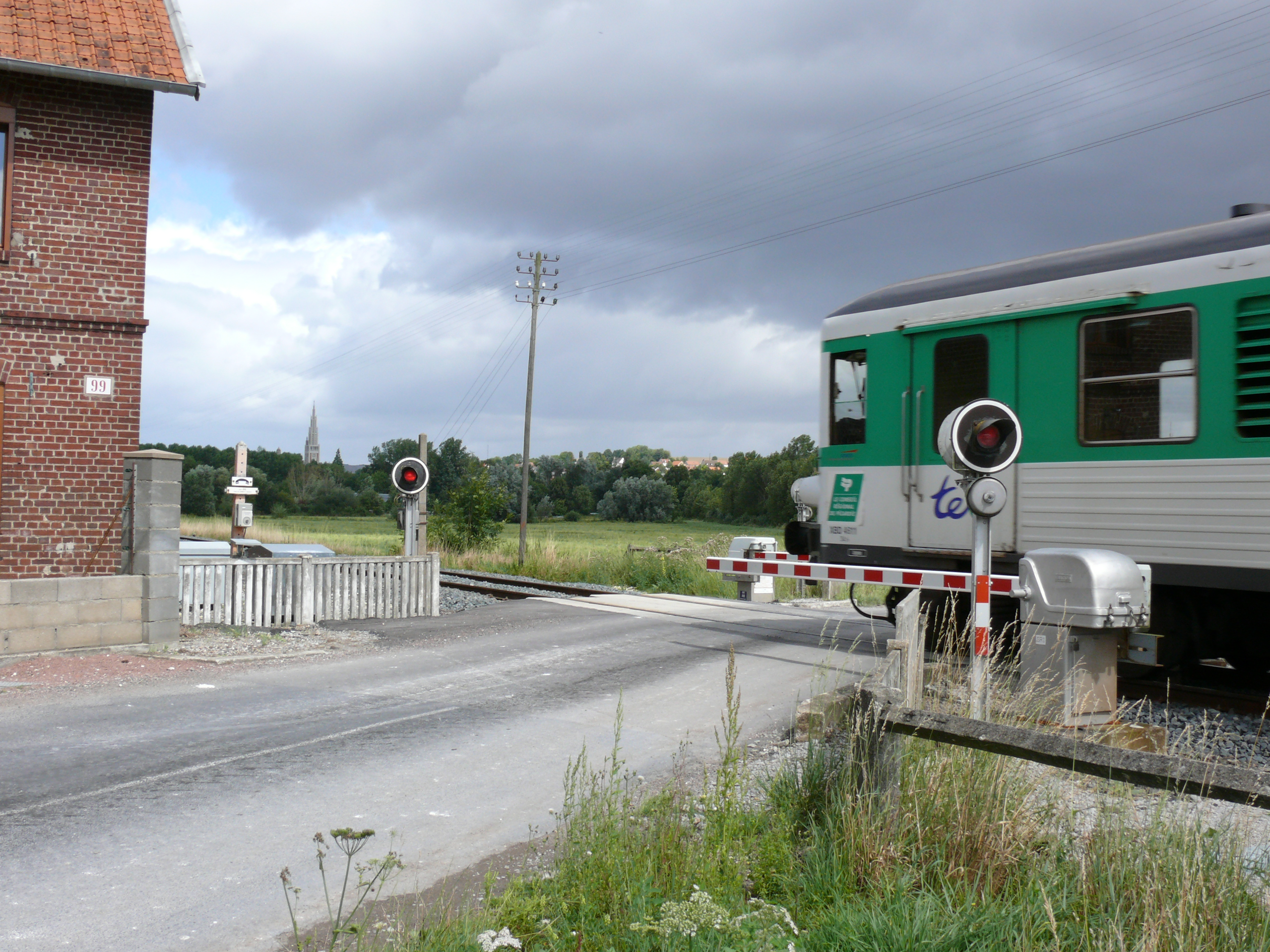
Train sur la ligne reliant Amiens à Compiègne.

Moreuil se trouve au croisement formé par l'ancienne route nationale 35 d'Abbeville à Amiens et Compiègne (actuelle RD 935), la route de Poix-de-Picardie (ancienne RN 320, actuelle RD 920), celle de Péronne (RD 28) et celle de Corbie (RD 23). Elle est accessible par les autoroutes A16 et A29.
Elle est desservie par la gare de Moreuil, sur la ligne Compiègne - Amiens.
La localité est desservie par les autocars du réseau inter-urbain Trans'80, Hauts-de-France (ligne no 45, Moreuil -  Montdidier et ligne no 60, Davenescourt - Moreuil - Amiens).

## Toponymie
On rencontre plusieurs formes pour désigner Moreuil dans les textes anciens : Morolium (1103), Moriolum (1168), de Morolio (1172), Moroil (1183), Moriolum (1193), Moruel (1174, 1203, 1259, 1295, 1301), Morœl (1300), Moreul (1249, 1320, 1387, 1390, 1401, 1602, Moureuil (1314), Morœil (1337), Moreuil (1340, |1587, 1648, 1757)
Deux hypothèses ont été avancées pour expliquer l'origine du nom Moreuil :
- il pourrait provenir soit du substantif latin morus (ronce, mûre), le radical celtique ialo signifiant endroit, espace ou encore clairière. La forme Moroialum signifierait « la clairière aux ronces » ;
- soit du substantif gaulois morum signifiant marais, Moreuil signifierait dans ce cas « clairière au milieu des marais »[23].

## Histoire

### Préhistoire
Des haches et divers silex ont été trouvés sur son territoire. Moreuil fut une station paléolithique.

### Antiquité
Moreuil se trouvait sur la voie romaine qui reliait Compiègne, Montdidier et Amiens. L'archéologie aérienne a révélé la présence de traces de villa gallo-romaine à l'est de Moreuil. Des poteries et des monnaies gallo-romaines ont été retrouvées sur le territoire de la commune.

### Moyen Âge

#### Haut Moyen Âge
En 1977, à l'entrée nord de la ville de Moreuil fut mis au jour, au lieu-dit « Le Champ Cleuet », une nécropole mérovingienne, en bordure de l'ancienne voie romaine.
Dès l'an 800, il est parlé du château de Moreuil comme d'un lieu « fort et magnifique ».
Placé sur l'Avre, le bourg souffrit des ravages des Vikings au IXe siècle.

#### Moyen Âge classique
En 1109, un prieuré bénédictin fut fondé à Moreuil par des moines de l'abbaye Notre-Dame de Breteuil.
En 1140, le prieuré de Moreuil, dans l'enceinte du château, fut transformé en abbaye.
Les seigneurs de Moreuil prirent part aux croisades et se distinguèrent au service des rois de France. L'un d'eux créa une commanderie de l'ordre de Saint-Jean de Jérusalem qui fut démolie en 1752.
En 1229, Bernard IV de Moreuil acheta à Jean de Chaumont une terre et y fonda le village de La Neuville-Sire-Bernard. Il fit aménager l'Avre pour la rendre navigable en aval du bourg reliant ainsi Moreuil à la Manche.
En 1242, devenu maréchal de France du roi Louis IX, Bernard IV participa à la bataille de Taillebourg près de Saintes.

#### Bas Moyen Âge
En 1346, Bernard VI de Moreuil, maréchal de France, puis « Grand Queux » du roi Philippe VI après la bataille de Crécy, assura la défense de Boulogne-sur-Mer. En 1358, Les jacques prirent le château de Moreuil et le pillèrent. En 1384, l'église abbatiale Saint-Vaast devint le lieu de sépulture de la famille de Créquy.
En 1415, deux habitants de Moreuil, Jehan et Floridas furent tués à la bataille d'Azincourt. En 1417, Thibault de Moreuil, chambellan du roi, devenu gouverneur de la Picardie pour le compte du duc Jean sans Peur, fut fait prisonnier au siège de Rouen.
Pendant la Guerre de Cent Ans, Moreuil fut très éprouvée. Elle fut prise et reprise par les Bourguignons qui la mirent à feu et à sang.
En 1424, Bernard de Saveuse prit le château de Moreuil. En 1434, Les Bourguignons commandés par le comte d'Étampes assiégèrent le château qui fut reconstruit par le duc de Bourgogne après la signature du traité d'Arras. En 1472, Charles le Téméraire séjourna à Moreuil après le siège de Beauvais.

### Époque moderne
Moreuil ne paraît pas avoir été inquiété par les guerres de Religion.
En 1574, les deux écoles du bourg sont incendiées et reconstruites au frais du célèbre Antoine de Créquy, cardinal-évêque d'Amiens, abbé de Moreuil. En 1577, la ville adhéra à la Ligue et en devint l'un des foyers les plus ardents. En 1589, la duchesse de Longueville fut acclamée par la population de Moreuil. En 1592, se déroula à Moreuil une entrevue entre le Charles de Mayenne, chef des armées de la Ligue et le Alexandre Farnèse, duc de Parme.
En 1636, Moreuil lors de l'invasion espagnole, la ville et ses environs furent dévasté. Le 8 août, Les armées de Piccolomini, Thomas de Savoie-Carignan et Jean de Werth, au service de l'Espagne, s'emparèrent de la ville. Le château fut repris par les Français commandés par Vincent Randon de Campreux, le 18 septembre.
En 1668, la peste sévit à Moreuil, un grand nombre d'habitants périt.
En 1709, la famine sévit, l'abbaye ne recevait plus de rentrées de produits agricoles. En 1711, des religieux de l'abbaye furent condamnés par le Parlement de Paris pour avoir profané les tombes de la famille de Créquy pour extraire le plomb des cercueils.
En 1720 l'industrie de la bonneterie s'établit à Moreuil.
En 1759, 104 maisons sont détruites par un violent incendie durant trois heures. En 1760, la foudre détruisit six maisons au mois de juillet, et en août, un incendie en détruisit quatorze. En 1768, l'abbaye Saint-Vaast ne comptait plus que trois religieux. En 1787, le marquis de Rougé fit construire à ses frais un hospice à Moreuil.

### Époque contemporaine

#### Révolution française et Ier Empire
En 1791, les pièces d'artillerie (canons, couleuvrines) situées sur le boulevard du Château furent enlevées et envoyées à Amiens où elles furent installées devant l'hôtel de ville.
En 1793, le président du district de Montdidier, Warin, fit prendre le plomb des cercueils des défunts de la famille de Créquy et jeter les ossements dans un seul tombeau. La dépouille du cardinal Antoine de Créquy était très bien conservée, le corps avait été momifié. Des assistants à la scène prirent de ses cheveux.
À la fin de l'épopée napoléonienne, en 1814 - 1815, Moreuil a subi l'occupation étrangère.

#### XIXe siècle
Lors de la guerre franco-allemande de 1870, six Prussiens furent tués sur le territoire de la commune. Ils furent inhumés dans le cimetière communal.
La ligne de chemin de fer d'Amiens à Compiègne, desservant la gare de Moreuil fut mise en service en 1883.
Durant le XIXe et le début du XXe siècle, l'industrie de la bonneterie se développa à Moreuil et dans le Santerre.

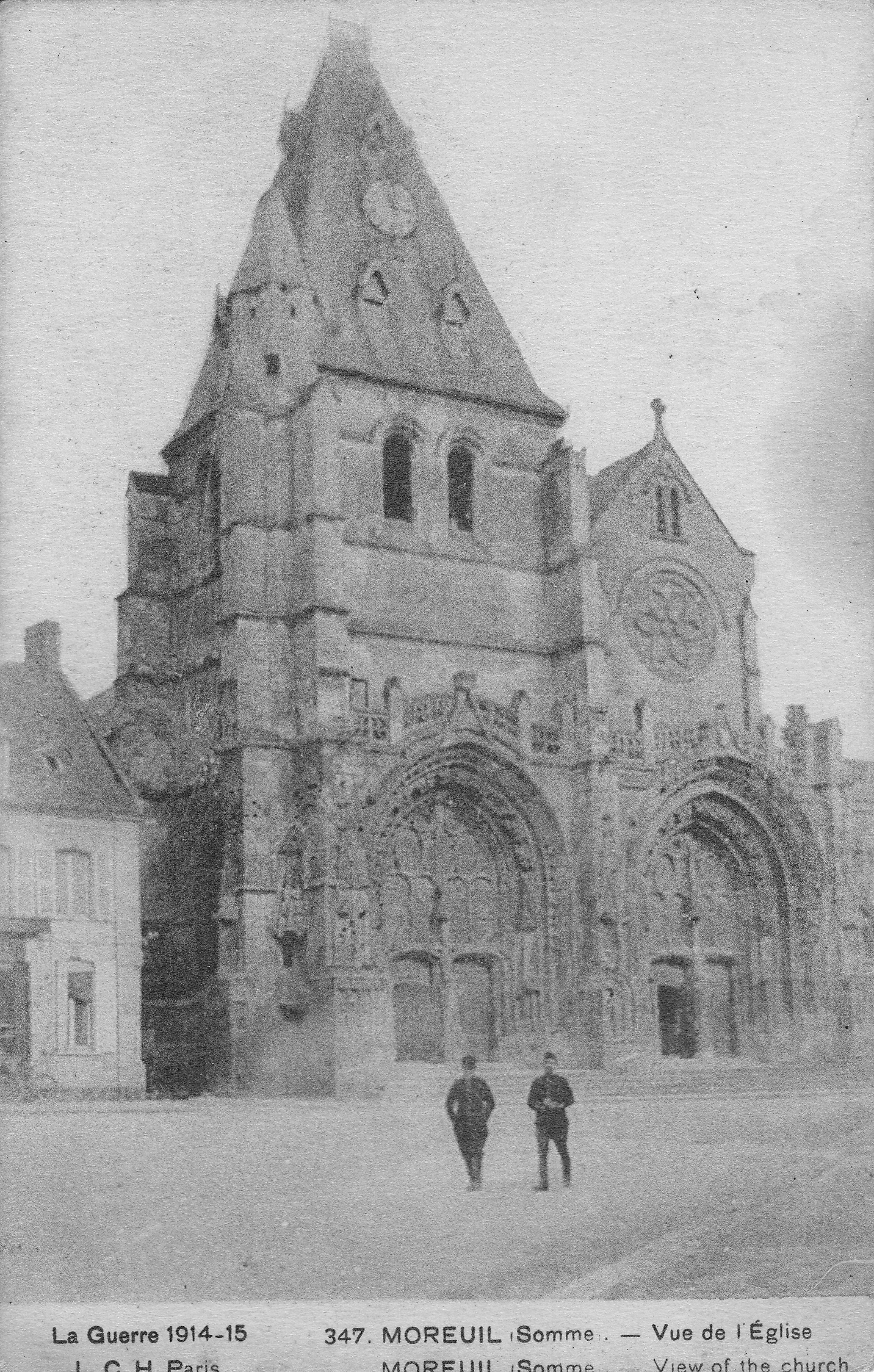
L'église Saint-Vaast, en 1915.
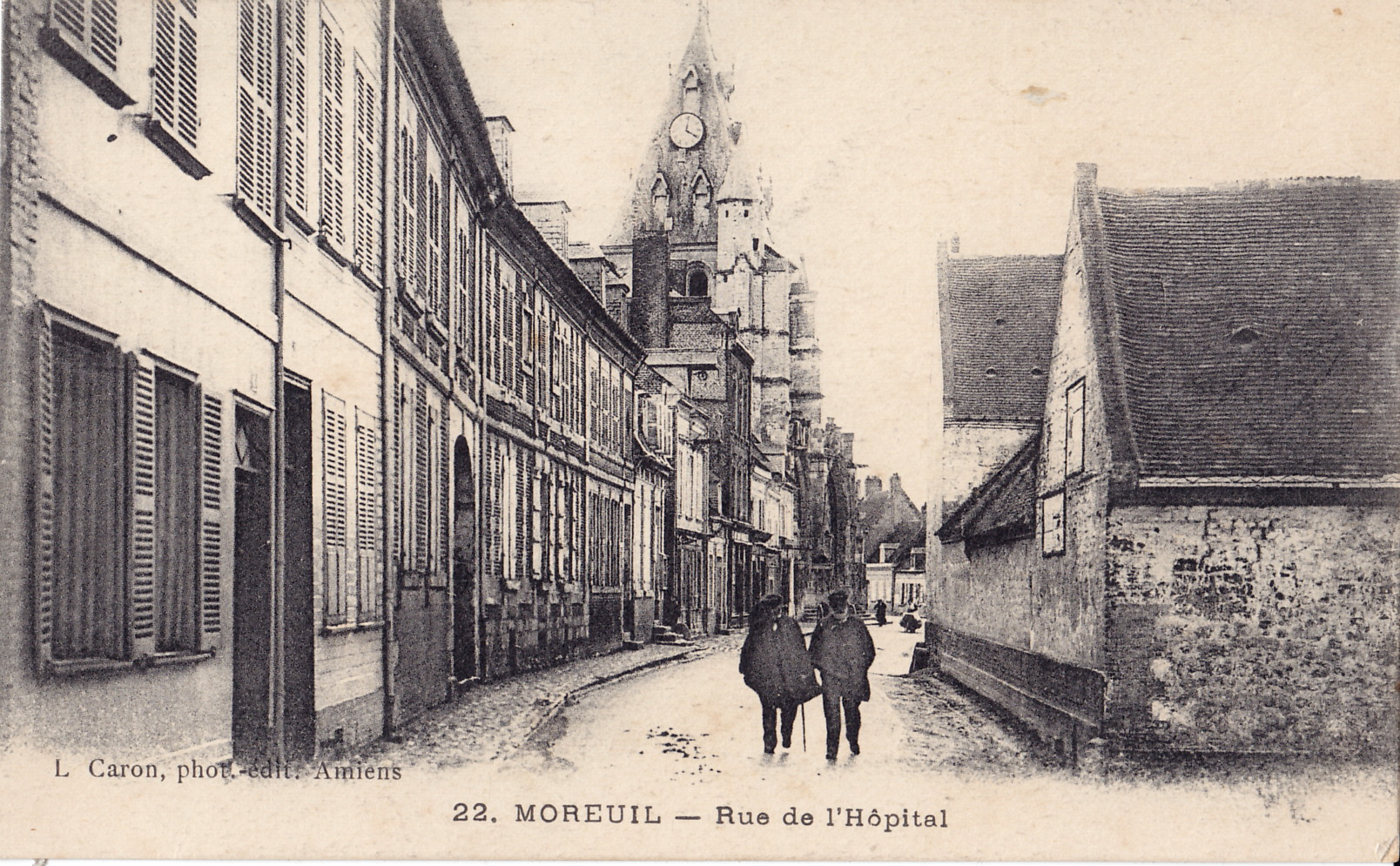
La rue de l'Hôpital, à la même époque.
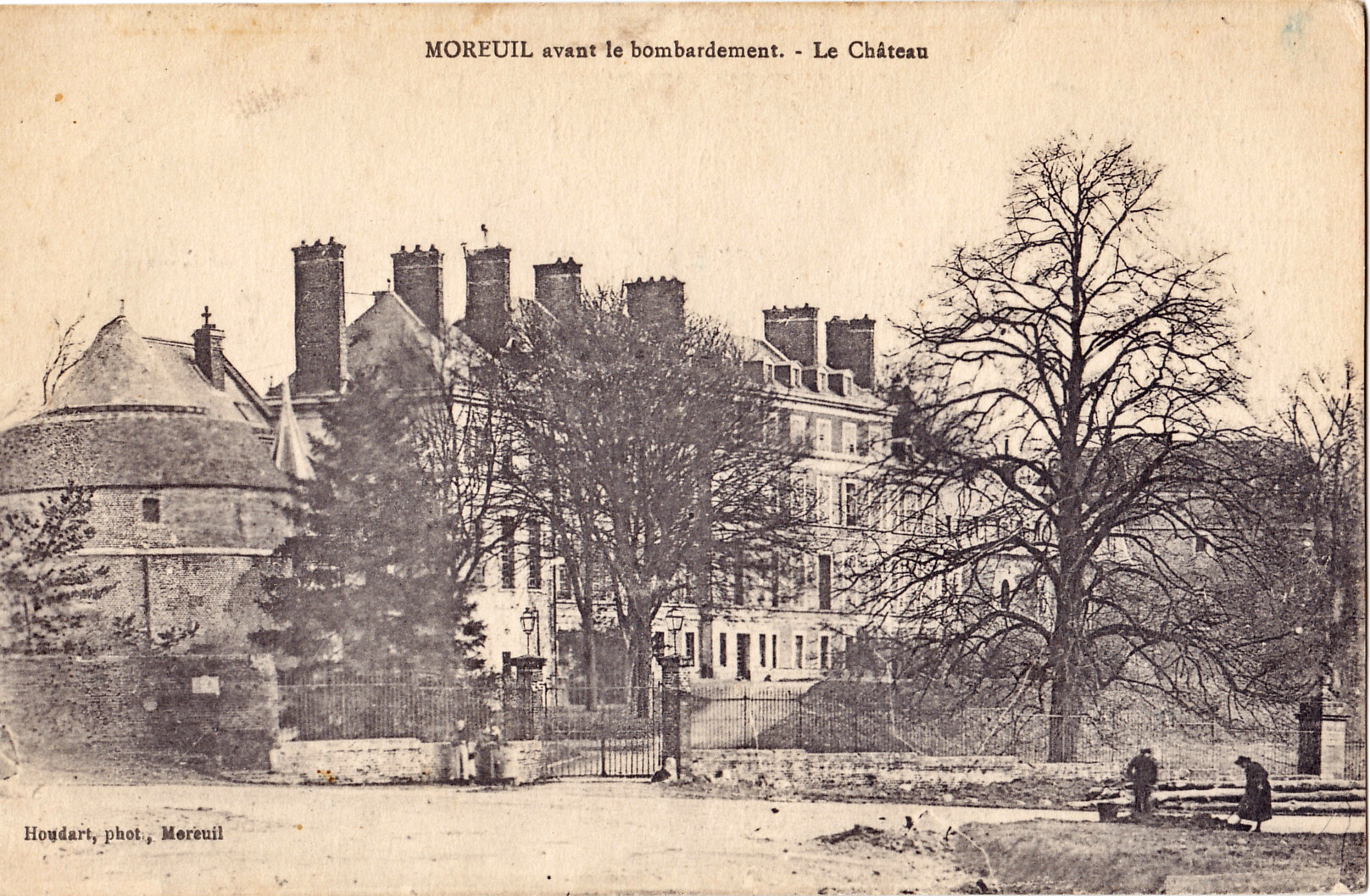
Le château, avant les destructions de la Première Guerre mondiale.

#### Première Guerre mondiale
Pendant la Première Guerre mondiale, Moreuil fut tour à tour une ville de l'arrière,,, une ville occupée et un lieu de combat, :
Après la bataille de Proyart du 25 août 1914, les réfugiés et les armées se replient sur Ailly-sur-Noye. Moreuil est occupée par les Allemands le 26.
Après la bataille de la Marne (6-13 septembre 1914) et la course à la mer, le front se stabilisa sur le plateau du Santerre à une vingtaine de kilomètres de la ville.
Un terrain d'aviation est aménagé en 1915 entre Moreuil et Mézières par l'armée françaises, qui l'utilise de 1915 à 1916,,,, puis ce sont les Britanniques qui s'en servent.
Le 21 mars 1918, l'offensive du Printemps, la dernière grande offensive allemande est lancée. Le 28 mars à 17 heures, deux trains évacuaient, en direction d'Amiens, deux mille Moreuillois mais plus d'une centaine refusèrent de partir.

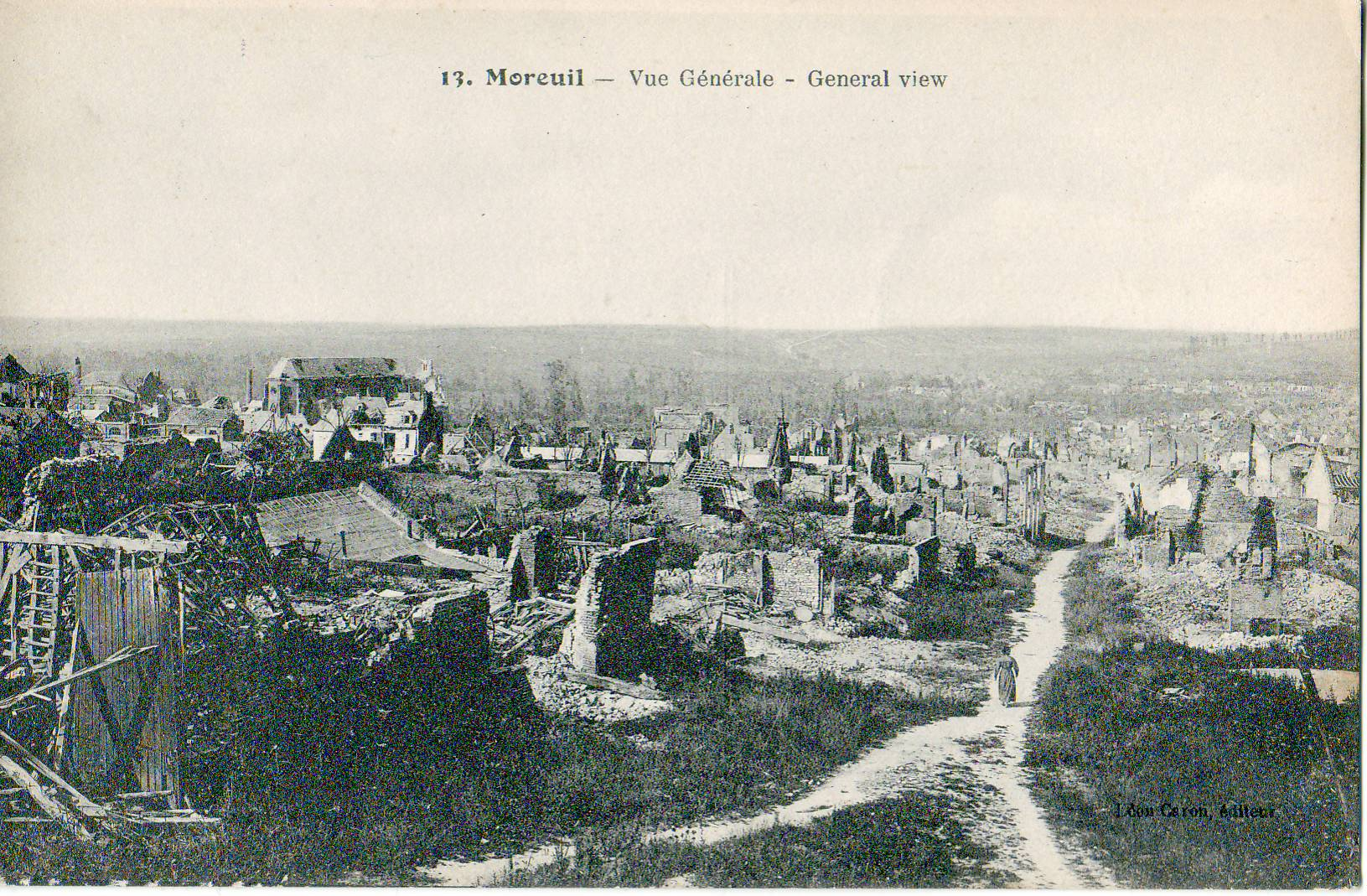
Image de désolation du bourg, totalement détruit, après les combats de la Première Guerre mondiale.

La ville de Moreuil fut sur la ligne de front de mars à août 1918, lors de la seconde bataille de la Somme en mars 1918 (combats Castel et du bois Sénécat en particulier) et de la bataille d'Amiens. Le 30 mars 1918 au cours de la bataille du bois de Moreuil, la Brigade de cavalerie canadienne attaqua la 23e division allemande et la força à quitter le bois de Moreuil qui était un point stratégique sur l'Avre.
L'offensive allemande fut stoppée sur l'Avre le 4 avril 1918. Le général Debeney commandant la Ire Armée française lança une série d'attaques avec l'appui des armées britannique, canadienne et américaine à partir du 28 mai. La prise du bois du Gros Hêtre qui domine Moreuil, le 28 mai, celle de Mailly-Raineval, Sauvillers-Mongival et Aubvillers donnait le signal du repli allemand sur la rive droite de l'Avre, le 5 août 1918. Le 8 août, l'attaque alliée faisait partout reculer l'ennemi. Ce fut comme l'a écrit le général Ludendorf : « le jour de deuil de l'armée allemande ». Cependant, la ville de Moreuil et ses environs étaient totalement détruits,,,,, : sur 1 014 habitations, 9 seulement furent classées réparables.
Le bourg était totalement détruit à la fin de la guerre et a été décoré de la croix de guerre 1914-1918 le 30 octobre 1920.

#### L'entre-deux-guerres, la reconstruction
En 1919, les 300 habitants qui sont rentrés vivent dans les caves, sous des tentes ou des baraquements.
Le 1er janvier 1920, 380 familles soit près de 1 200 habitants, vivent dans les ruines. Un grand nombre habitent les maisons à moitié ou au trois quarts détruites ; 42 ont des abris provisoires en galandage ; une centaine habitent dans des baraques en bois ou en tôle ondulée.
Dans l'entre-deux-guerres, la ville est reconstruite. L'hôtel de ville avec son beffroi domine la Grand-Place. La façade de l'église Saint-Vaast avec son clocher et sa flèche de béton lancée vers le ciel ainsi que les monuments commémoratifs de la Grande Guerre en sont les principaux témoignages.

#### Seconde Guerre mondiale
Le 5 juin 1940, durant la Bataille de France, la ville subit plusieurs bombardements. Trois usines et soixante-dix maisons furent complètement détruites et des centaines endommagées. La région avait été âprement défendue par la 4e division d'infanterie coloniale commandée par le général de Bazelaire dont le quartier général était à Moreuil.
Les habitants eurent à souffrir de la pénurie et des réquisitions imposées par l'occupant. En 1943 et 1944, les hommes étaient tenus d'aller nuit et jour garder la voie ferrée Amiens-Compiègne. Le 9 mai 1944, la Gestapo arrêta l'abbé Casimir Fournier, curé de Moreuil.
La ville fut libérée par les Anglais le 31 août 1944 vers 10 h.
Elle est à nouveau décorée de la Croix de Guerre, celle de 1939-1945, avec étoile de bronze, par décret du 11 novembre 1948.

#### Trente Glorieuses
En 1965, la commune de Castel a fusionné avec la commune de Moreuil.
Moreuil connut, comme la plupart des villes du département, une période de prospérité dans les années 1950-1960. À partir du milieu des années 1970, la décrue de l'emploi industriel commença touchant particulièrement la branche de la bonneterie.

## Politique et administration

### Rattachements administratifs et électoraux
La commune se trouve dans l'arrondissement de Montdidier du département de la Somme. Pour l'élection des députés, elle fait partie depuis 2012 de la quatrième circonscription de la Somme.
Elle était depuis 1801 le chef-lieu du canton de Moreuil. Dans le cadre du redécoupage cantonal de 2014 en France, ce canton, dont la commune est désormais le bureau centralisateur, est modifié et agrandi.

### Intercommunalité
La commune était le siège de la communauté de communes du canton de Moreuil, créée par un arrêté préfectoral du 4 décembre 1992 et renommée communauté de communes Avre Luce Moreuil par arrêté préfectoral du 6 mai 1996.
Dans le cadre des dispositions de la loi portant nouvelle organisation territoriale de la République du 7 août 2015, qui prévoit que les établissements publics de coopération intercommunale (EPCI) à fiscalité propre doivent avoir un minimum de 15 000 habitants, la préfète de la Somme propose en octobre 2015 un projet de nouveau schéma départemental de coopération intercommunale (SDCI) prévoyant la réduction de 28 à 16 du nombre des intercommunalités à fiscalité propre du département.
Après des hypothèses de regroupement des communautés de communes du Grand Roye (CCGR), du canton de Montdidier (CCCM), du Santerre et d'Avre, Luce et Moreuil, la préfète dévoile en octobre 2015 son projet qui prévoit la « des communautés de communes d'Avre Luce Moreuil et du Val de Noye », le nouvel ensemble de 22 440 habitants regroupant 49 communes,. À la suite de l'avis favorable des intercommunalités et de la commission départementale de coopération intercommunale en janvier 2016 puis des conseils municipaux et communautaires concernés, la fusion est établie par un arrêté préfectoral du 22 décembre 2016, qui prend effet le 1er janvier 2017.
La commune est donc désormais le siège de la communauté de communes Avre Luce Noye.

### Liste des maires
| Période      | Période                       | Identité               | Étiquette              | Qualité |
| ------------ | ----------------------------- | ---------------------- | ---------------------- | --- |
| 1789         | 1793                          | Louis Chivot           |                        | |
| 1793         | 1795                          | Éloi Masse             |                        | |
| 1795         | 1796                          | Jean-Baptiste Robart   |                        | |
| 1796         | 1799                          | Louis-François Caboche |                        | |
| 1800         | 1801                          | Jean-Baptiste Colbert  |                        | |
| 1801         | 1802                          | Louis-François Caboche |                        | |
| 1802         | 1808                          | Louis Chivot (fils)    |                        | |
| 1808         | 1829                          | Bonabes de Rougé       | Légitimiste            | Marquis de Rougé, maréchal de camp Pair de France (1815 → 1830) |
| 1830         | 1843                          | Philippe Gru           |                        | |
| 1843         | 1848                          | Louis Pecqueux         |                        | |
| 1848         | 1852                          | Joseph Grenot          |                        | |
| 1852         | 1860                          | Louis Pecqueux         |                        | |
| 1860         | 1862                          | Raoul Lepage           |                        | |
| 1862         | 1870                          | Bouly-Lepage           |                        | |
| 1870         | 1870                          | Jules Gru              |                        | |
| 1870         | 1870                          | Sauveur Lemaitre       |                        | |
| 1871         | 1871                          | Louis Gru              |                        | |
| 1871         | 1876                          | Joseph Grenot          |                        | |
| 1876         | 1881                          | Jules Gru              |                        | |
| 1881         | 1883                          | Sauveur Lemaitre       |                        | |
| 1883         | 1884                          | Victor Gaillard        |                        | |
| 1884         | 1892                          | Sauveur Lemaitre       |                        | |
| 1892         | 1914                          | Victor Gaillard        |                        | |
| 1914         | 1915                          | Julien Plassard        |                        | |
| 1915         | 1920                          | Victor Gaillard        |                        | |
| 1920         | 1922                          | Léopold Marque         |                        | |
| 1922         | 1922                          | René Cartier           |                        | |
| 1929         | 1944                          | Marcel Ferbus          | socialiste indépendant | Industriel en bonneterie Conseiller général de Moreuil (1932 → 1934 et 1937 → 1940) |
| 1944         | 1947                          | Charles Bedier         |                        | |
| octobre 1947 | mars 1965                     | Yves Bedier            |                        | |
| mars 1965    | mars 1971                     | Marius Gardès          | PS                     | Huissier de justice Conseiller général de Moreuil (1970 → 1982) |
| mars 1971    | mars 1977                     | Marcel Mineur          |                        | |
| mars 1977    | 1988                          | Marius Gardès          | PS                     | Huissier de justice Conseiller général de Moreuil (1970 → 1982) |
| 1988         | 1992                          | Daniel Fournier        | PS                     | Professeur Conseiller général de Moreuil (1988 → 1994) |
| juillet 1992 | mai 2019                      | Pierre Boulanger       | DVD                    | Médecin Conseiller général puis départemental de Moreuil (1994 → 2019) Président de la CC Avre Luce Moreuil (2001 → 2016) Président de la CC Avre Luce Noye (2017 → 2019) Décédé en fonction le 27 mai 2019 |
| juin 2019,   | En cours (au 17 juillet 2020) | M. Dominique Lamotte   | DVD                    | Vice-président de la CC Avre Luce Moreuil (2014 → 2016) Vice-président de la CC Avre Luce Noye (2017 → ) Réélu pour le mandat 2020-2026                                                                     |

## Population et société

### Démographie
Ses habitants sont appelés les Moreuillois.
L'évolution du nombre d'habitants est connue à travers les recensements de la population effectués dans la commune depuis 1793. Pour les communes de moins de 10 000 habitants, une enquête de recensement portant sur toute la population est réalisée tous les cinq ans, les populations de référence des années intermédiaires étant quant à elles estimées par interpolation ou extrapolation. Pour la commune, le premier recensement exhaustif entrant dans le cadre du nouveau dispositif a été réalisé en 2008.

En 2022, la commune comptait 3 968 habitants, en évolution de −0,6 % par rapport à 2016 (Somme : −1,26 %, France hors Mayotte : +2,11 %).
| 1793  | 1800  | 1806  | 1821  | 1831  | 1836  | 1841  | 1846  | 1851  |
| ----- | ----- | ----- | ----- | ----- | ----- | ----- | ----- | ----- |
| 1 400 | 1 499 | 1 595 | 1 695 | 1 941 | 2 051 | 2 222 | 2 319 | 2 243 |

| 1856  | 1861  | 1866  | 1872  | 1876  | 1881  | 1886  | 1891  | 1896  |
| ----- | ----- | ----- | ----- | ----- | ----- | ----- | ----- | ----- |
| 2 601 | 2 476 | 2 638 | 3 078 | 3 115 | 3 335 | 3 377 | 3 293 | 3 121 |

| 1901  | 1906  | 1911  | 1921  | 1926  | 1931  | 1936  | 1946  | 1954  |
| ----- | ----- | ----- | ----- | ----- | ----- | ----- | ----- | ----- |
| 2 987 | 2 915 | 2 916 | 1 912 | 2 625 | 2 835 | 2 763 | 2 607 | 2 947 |

| 1962  | 1968  | 1975  | 1982  | 1990  | 1999  | 2006  | 2008  | 2013  |
| ----- | ----- | ----- | ----- | ----- | ----- | ----- | ----- | ----- |
| 3 609 | 3 647 | 4 099 | 4 203 | 4 156 | 4 106 | 4 001 | 3 976 | 4 041 |

| 2018  | 2022  | - | - | - | - | - | - | - |
| ----- | ----- | - | - | - | - | - | - | - |
| 3 968 | 3 968 | - | - | - | - | - | - | - |

### Principaux équipements
- La maison de retraite est un lointain successeur de l'hôpital créé en 1604 et de la maladrerie, datant de 1246, qui lui fut adjointe en 1695. Reconstruite en 1931, elle a été transformée en maison de retraite en 1984[61].

- Collège.
- Écoles maternelles et élémentaires.

### Culture
- Salle des spectacles ;
- Centre culturel ;
- Société savante : Mémoire du Santerre, fondée en 2009.

### Sports
- Centre d'équitation ;
- Piscine.

## Culture locale et patrimoine

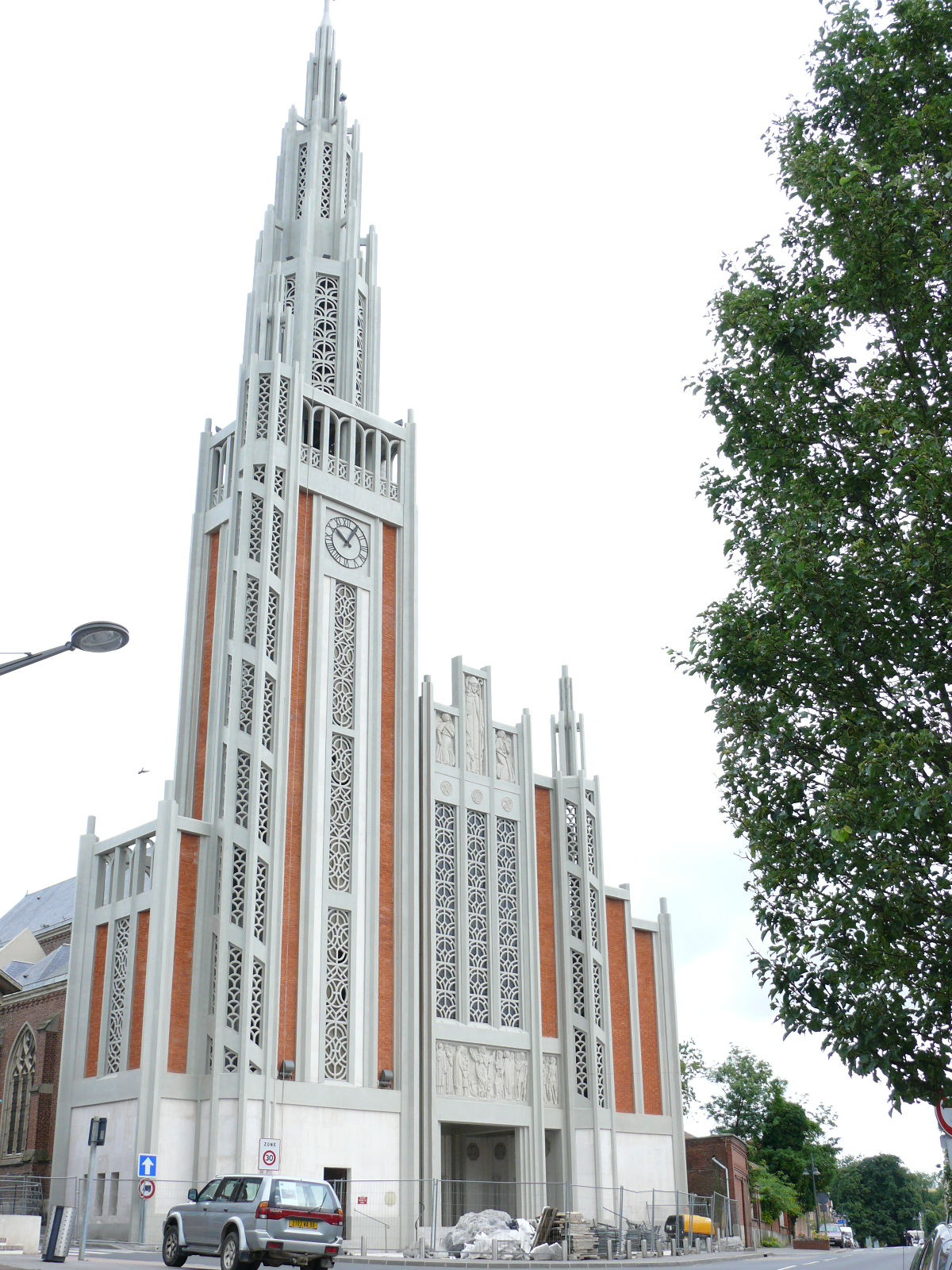
Le clocher de l'église abbatiale Saint-Vaast.

### L'église Saint-Vaast
La nef et le chœur datent du XIXe siècle, s'est vue adjoindre une nouvelle façade avec un clocher élancé monumental à la suite des destructions de la Première Guerre mondiale ayant anéanti ce qui restait de l'église abbatiale du XVIe siècle, notamment son puissant clocher carré et son somptueux portail double Renaissance,,,,,. Le nouveau clocher a été réalisé de 1929 à 1931 par les architectes Charles Duval et Emmanuel Gonse. L'église un monument  Inscrit MH (1994) par arrêté du 4 novembre 1994.
L'église possède un vitrail représentant Le Christ et la Samaritaine d'André Rinuy, réalisé dans l'entre-deux-guerres.

### Hôtel de ville
L'hôtel de ville de Moreuil a été reconstruit en 1931, et inauguré le 5 juillet la même année, en remplacement du bâtiment de 1911 détruit pendant la Première Guerre mondiale. Il a été restauré après les destructions de la Seconde Guerre mondiale. Son beffroi est de style art déco, inspiré de la Renaissance flamande.

### Vestiges du château
En 1914, avant sa destruction par les combats de la Première Guerre mondiale,,, le château de Moreuil se composait de quatre bastilles, tours du XVe siècle, construites chacune sur un plan en fer à cheval, à chacun des angles de l'ancienne cour seigneuriale, située entre la rivière d'Avre et la route de Montdidier (actuel parc des sports). Ces tours étaient ouvertes vers l'intérieur de cette cour, laquelle était entourée de courtines,.
Les vestiges du château de Moreuil encore visibles aujourd'hui sont inclus pour partie dans une propriété privée et ne sont pas ouverts à la visite. Ne subsistent aujourd'hui que les restes de deux des tours, celles situées le plus au sud. La tour Sud-est dite « tour de Créquy »se trouve dans l'actuel parc des sports. Elle montre une maçonnerie épaisse d'environ 3 mètres, pourvue d'un parement en brique. La tour sud-Ouest dite « tour des Fêtes »se trouve dans l'enceinte de la demeure privée, élevée en ciment armé, sur les fondations de l'ancien château, mais dans des proportions plus modestes que lui. Subsiste aussi une  glacière en maçonnerie de brique. Les deux tours nord ont complètement disparu.

#### Histoire du château
Ce château aurait une origine lointaine puisqu'il en est parlé pour la première fois, en l'an 800, comme d'un lieu fort et magnifique. En 861, les Vikings ne parvinrent pas à s'en emparer. Cependant, vers 940 par Arnauld, comte de Flandres, partisan de Louis IV d'Outremer s'en empara. En 1358, au cours de la Grande Jacquerie, le château fut détruit par les Jacques, paysans révoltés. Le château fut reconstruit au XIVe siècle et fut incendié en 1424 par les troupes du roi Charles VII  qui en chassèrent les Bourguignons mais le 20 juin 1434, la garnison royale fut assiégée, à son tour, par les Anglo-Bourguignons et dut se rendre. Enfin, le 8 août 1636, les Espagnols brûlèrent la ville et l'église et attaquèrent ensuite le château qui dut de se rendre faute de munitions.
Au XIXe siècle, les courtines ayant disparu, la cour ouvrait par une grille, située sur son côté Est, sur la route de Montdidier. Les deux bastilles les plus proches de l'Avre, à l'ouest, étaient reliées entre elles par un ensemble de bâtiments des XVIIIe et XIXe siècles, aujourd'hui disparu, dont l'aspect est connu par des cartes postales anciennes.
De 1866 à 1874, la tour Nord-ouest fut aménagée en chapelle à l'usage des habitants du château, chapelle dédiée à Notre Dame de Lorette. Au niveau inférieur de cette chapelle, une crypte contenait un groupe de grandeur naturelle et de facture moderne, représentant la mise au tombeau du Christ.
Dans les premières années du XIXe siècle, le marquis-pair Bonabes Alexis de Rougé fit construire à Moreuil, entre les deux tours les plus proches de l'Avre, un vaste corps de logis élevé sur trois niveaux en brique et pierre.
La seigneurie de Moreuil était au Moyen Âge, l'apanage de la famille du même nom. Au XIVe siècle, Bernard de Moreuil, fils de Yolande de Soissons, prit le nom de Moreuil-Soissons.
Sa descendante, Jossine de Soissons-Moreuil, dame de Moreuil et Poix, épousa en 1497 Jean VII de Créquy et fit entrer ainsi les biens de sa famille dans celle de Créquy, qui la conserva jusqu'à Marie de Créquy, leur petite-fille, mariée en 1543 avec Gilbert de Blanchefort, seigneur de Saint-Jeanvrin, baron de Mirebeau.
Leurs descendants prirent le nom de Blanchefort-Créquy et se succédèrent à Moreuil jusqu'à François de Blanchefort-Créquy, maréchal de France, gouverneur de Lorraine, mort en 1687, dont la veuve, Catherine de Rougé, mourut à son tour en 1713 sans laisser de descendant. Elle légua Moreuil à son petit-neveu, Louis de Rougé, marquis du Plessis-Bellière, mort sans postérité en 1732. La seigneurie de Moreuil passa à sa sœur, la princesse Innoncente-Catherine de Rougé (1707-1794), veuve en premières noces en 1744 de Jean Sébastien de Kerhoent, marquis de Coetenfao, remariée en 1747 avec Emmanuel Maurice de Lorraine, duc d'Elbeuf et prince de Lorraine (1677-1763).
N'ayant pas non plus d'enfant, la duchesse d'Elbeuf choisit pour héritier son cousin Bonabes Alexis de Rougé (1751-1783), mort avant elle, en mer en servant dans la guerre d'Indépendance américaine. Le fils aîné de celui-ci, Alexis Bonabes, marquis de Rougé (1778-1838) reçut finalement le château de Moreuil de la duchesse d'Elbeuf. Lui succéda à Moreuil son fils, Théodorite, marquis de Rougé (1806-1864), puis le fils de celui-ci, Henri, marquis de Rougé, qui vendit le domaine de Moreuil à son oncle, Hervé de Rougé, marquis du Plessis-Bellière (1809-1888). Celui-ci avait épousé Marie de Pastoret, petite-fille du chancelier de Pastoret qui possédait une remarquable collection d'art.
Après de la Commune de Paris, la marquise de Rougé du Plessis-Bellière, inquiète, pensa mettre en sécurité à Moreuil, ses collections d'art, notamment des œuvres d'Ingres, ami de la famille, de David, en fit imprimer un catalogue et ouvrit le château à la visite du public. C'est à cette époque qu'Émile Delignières, érudit abbevillois, visita la galerie d'art du château de Moreuil et en laissa une description succincte.

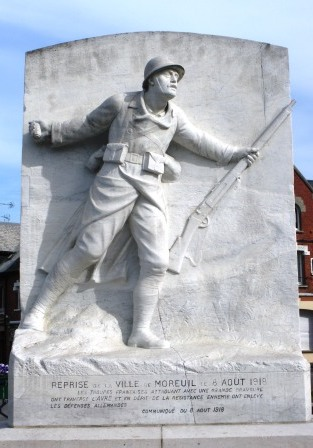
Le monument aux morts.

Après la mort sans postérité en 1890 de la marquise de Rougé du Plessis-Bellière, et au terme d'un épineux règlement de succession, ces collections furent dispersées par ventes aux enchères en 1897,. Leurs composantes se retrouvent aujourd'hui dans différents musées à travers le monde.
Le château de Moreuil fut vendu en 1897, pour la première fois de son histoire, avant d'être détruit, en 1918, pendant la Première Guerre mondiale.

### Monuments commémoratifs de la Première Guerre mondiale

#### Monument aux morts
Le monument aux morts de Moreuil a été conçu en 1923 et inauguré le 14 août 1924 par le général Charles Nollet, ministre de la Guerre. Sur un mur blanc, se détache la statue d'un soldat qui s'élance, tenant son fusil d'une main et une grenade de l'autre. Cette œuvre en marbre de Carrare est due à Albert Roze,.
Ce monument commémore, en particulier, la reprise de la ville de Moreuil le 8 août 1918 et les morts de la Grande Guerre habitants la commune. Au revers, se trouve un médaillon à la mémoire des morts de la guerre franco-allemande de 1870. Les morts de la Seconde Guerre mondiale sont également honorés par le monument.

#### Monument auXXXIecorpsd'armée

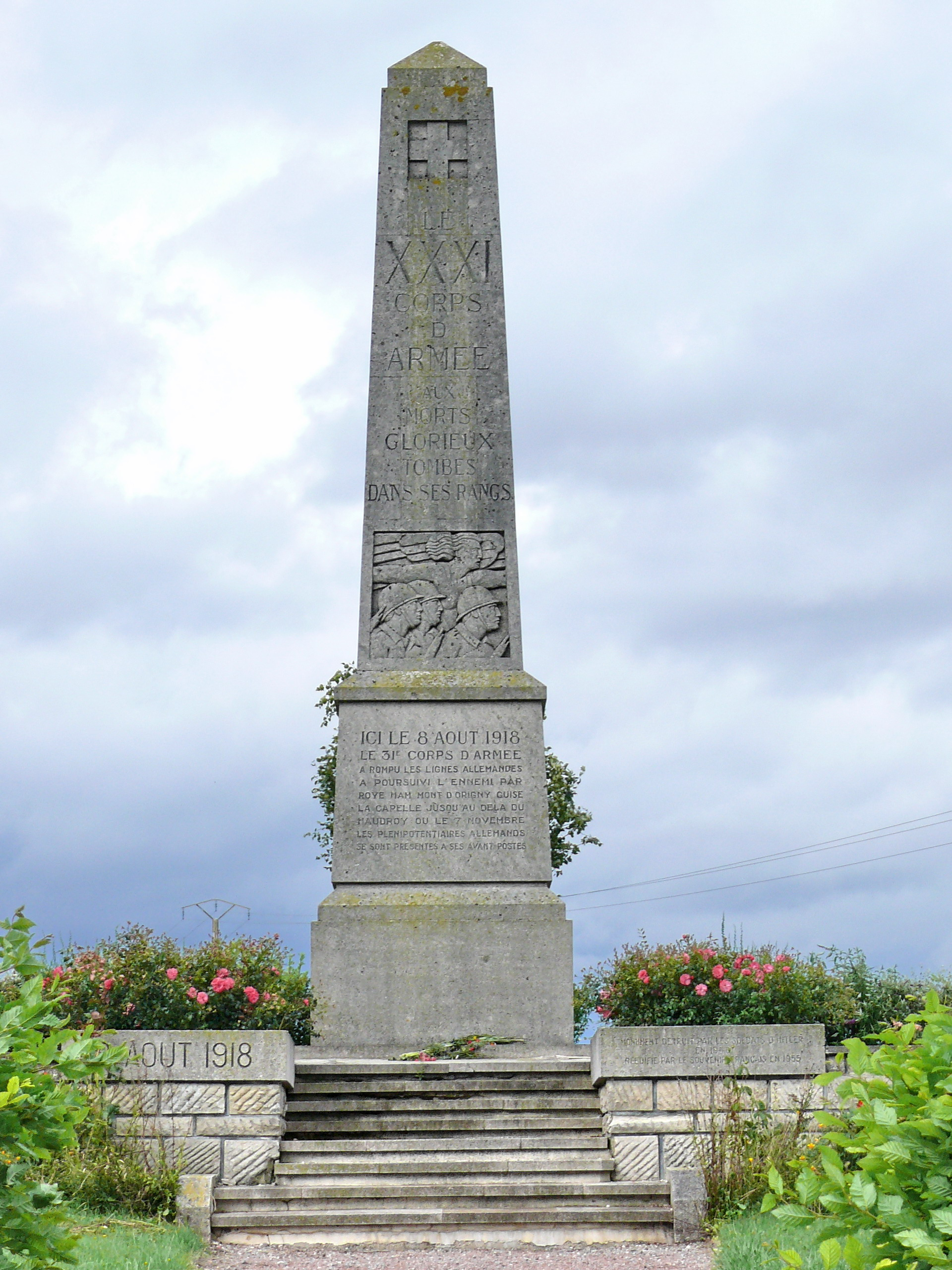
Le monument au d'armée.

Le monument au XXXIe corps d'armée est situé à la sortie de la ville, au croisement des routes de Villers-aux-Érables et de Démuin. 
Il commémore la reprise de la ville le 8 août 1918 par les armées alliées. L'inscription mentionne :
« Ici, le 31e corps d'armée a rompu les lignes allemandes, a poursuivi l'ennemi par Roye, Ham, Mont-d'Origny, Guise, La Capelle jusqu'au-delà du Houdroy où le 7 novembre, les plénipotentiaires allemands se sont présentés à ses avant-postes. »
Selon les inscriptions gravées sur les flancs du monument, le 31e corps d'armée était constitué des unités suivantes :
- la 37e division d'infanterie ;
- la 42e division d'infanterie ;
- la 66e division d'infanterie ;
- la 125e division d'infanterie ;
- la 153e division d'infanterie ;
- le 2e bataillon de chars ;
- l’aviation du 31e corps d'armée ;
- la 64e division d'infanterie ;
- la 65e division d'infanterie ;
- le 24e régiment de dragons ;
- le 108e R.A.L.

#### Bois de la Corne
- Stèle à la mémoire de JJ. Willoughby
- Stèle des Disparus

#### Monument au12erégimentde cuirassiers à pied
Le monument au 12e régiment de cuirassiers à pied et du groupe léger de la 7e D.C, est situé à l'entrée du bois de Sénécat, au hameau de Castel, sur la route D 134 entre Rouvrel et Castel. Un nombre important de soldats morts à cet endroit ont été inhumés à Cottenchy.

### Monuments du hameau de Castel

#### Calvaire de Castel
- Le calvaire de Castel date du XIVe siècle, situé sur la place du hameau, il est classé monument historique le 20 février 1906 au titre objet[88].

#### Église de Castel
- L'église de Castel conserve sous une double arcade de style gothique rayonnant se trouve un monument funéraire d'un seigneur et de son épouse composé de deux grandes statues gisantes. Le monument, daté de la fin du XIIIe siècle, a été classé monument historique, le 20 février 1906 au titre objet[89].

### Patrimoine industriel
- La  S.A. Teinturerie de Moreuil, 3, 5 rue Gambetta, reconstruite vers 1952, qui employait en 1962 entre 200 et 500 salariés[90]
- Le Musée de la Bonneterie, situé 27 rue du général Leclerc conserve une collection d'une centaine de métiers à tisser et de machines à coudre qui témoigne l'évolution des techniques de la bonneterie depuis le début du XIXe siècle[91].

### Patrimoine «naturel»
- Parc des sports : à l'arrière de l'hôtel de ville a été aménagé un petit parc planté d'arbres et de massifs de fleurs[92].

#### Marais de Grénonville

Le marais de Génonville ou marais de la Grande Anse est une ancienne tourbière située dans un méandre de l'Avre, d'une superficie d'un quarantaine d'hectares avec un étang de 7,5 ha. Le site a gardé un caractère sauvage et se compose de différents milieux avec leurs espèces animales et végétales préservées. Le marais est protégé par un arrêté préfectoral de protection de biotope depuis le 16 Juillet 1991. Il est inclus dans la zone humide d'importance internationale : Marais et tourbières des vallées de la Somme et de l'Avre (site Ramsar) et le réseau européen Natura 2000.
Sur les pentes les plus raides du coteau de Génonville, au nord de la D 935, une pelouse calcicole (larris) est maintenue rase par le grattis et le broutage des lapins. Le larris de Grénonville est intégré à la Zone naturelle d'intérêt écologique, faunistique et floristique (Znieff) continentale de type 1 n° 220 013 990.

### Personnalités liées à la commune
- Bernard VI de Moreuil (1285 - v. 1350), maréchal de France durant la guerre de Cent Ans.
- Jean VIII de Créquy (1505-1555), seigneur de Moreuil au XVIe siècle.
- Antoine de Créquy (1531-1574), fils du précédent, cardinal, évêque d'Amiens, abbé de Saint-Vaast de Moreuil, inhumé dans l'abbatiale Saint-Vaast de Moreuil.
- Jean Descaures (né à Moreuil en 1533, mort après 1572), jacobin du couvent d'Amiens, philosophe. Principal du couvent d'Amiens en 1567, lié à Ronsard, Dorat et Rémy Belleau[réf. souhaitée]. Auteur d'œuvres morales, il ternit son image en faisant l'éloge de la Saint-Barthélémy (1572).
- Jean Leclerc (1587-1617), légiste et avocat au parlement de Paris[réf. souhaitée]. Enseigna la jurisprudence à Paris de 1587 à 1617.
- François de Blanchefort Créquy (1625-1687), maréchal de France, seigneur de Moreuil.
- Jean François Billecocq (?-1711), jacobin au couvent d'Amiens, philosophe, il fut prieur d'Abbeville et provincial en 1691[réf. souhaitée].
- Innocente Catherine de Rougé du Plessis-Bellière (1707-1794), princesse de Lorraine et duchesse douairière d'Elbeuf, dame de Moreuil.
- Jean Charles Gervais de Latouche (né en 1715), légiste et avocat au parlement de Paris[réf. souhaitée]. Auteur en 1740 d'un ouvrage licencieux.
- Louis Alexandre Gervais (né en 1720), frère du précédent, étudia la médecine à Paris. Il exerça au Portugal et publia en 1756 un discours sur la chirurgie[réf. souhaitée].
- Clément Gervais, frère des précédents, avocat au Grand conseil[réf. souhaitée].
- Bonabes de Rougé (1778-1839), maire de Moreuil (1808-1829) et pair de France (de 1815 à 1830) ; frère aîné d'Adrien de Rougé.
- Adrien de Rougé (1782-1838), député de la Somme de 1815 à 1827, pair de France en 1827. Légitimiste ultra, il démissionna de ses fonctions politiques après la révolution des Trois Glorieuses (1830). Propriétaire du château de Guyencourt-sur-Noye où il mourut, à une dizaine de kilomètres à l’ouest de Moreuil.
- Jean-Baptiste Petit (né en septembre 1803 à Moreuil, mort à Saint-Valery-sur-Somme en 1834), officier de santé à Amiens puis à Gamaches. Il conçoit et construit un bateau plongeur destiné « initialement à la recherche des objets précieux perdus lors des naufrages dans le fond des océans ». Ce navire, expérimenté à Amiens, Abbeville, puis à Saint-Valery-sur-Somme le 15 août 1834, provoqua la mort par noyade de l'inventeur, et inspira ultérieurement l’écrivain Jules Verne pour son sous-marin du capitaine Nemo (le Nautilus). Une rue de Moreuil porte le nom de Jean-Baptiste Petit[95].
- Norbert Malterre (né le 9 mars 1898), industriel local dans la confection (bonneterie), blessé au front pendant la première guerre mondiale, adjoint au maire de Moreuil, résistant pendant la seconde guerre mondiale, arrêté sur dénonciation et déporté à Mauthausen (Autriche) où il est mort le 7 mai 1945 peu après la libération du camp[96]. Norbert Malterre avait fondé l’association « Le Jardin du prolétaire de Moreuil » le 1er juin 1927, transformant en jardins ouvriers un marais inculte[96]. La place centrale de Moreuil (où se trouvent mairie et église) porte son nom[96].

### Légendes et traditions
La tradition orale a gardé mémoire de plusieurs légendes de Moreuil dont :
- la Légende du Martinet[97] ;
- la Grange de Castel[98] ;
- la Bouchère engloutie[99].

### Héraldique
| Blason de Moreuil | Blason  | D'azur semé de fleurs de lys d'or au lion naissant d'argent brochant sur le tout. Ornements extérieursCouronne murale : trois tours Décorations : croix de guerre 1914-1918, croix de guerre 1939-1945. |
| Blason de Moreuil | Détails | La commune a repris le blason de Bernard III de Moreuil, seigneur du lieu. Utilisé par la commune, le statut officiel reste à déterminer.                                                               |

## Pour approfondir